# Generali Ladies Linz 2014
Generali Ladies Linz 2014 — тенісний турнір, що проходив на закритих кортах з твердим покриттям. Це був 28-й за ліком Linz Open. Належав до категорії International у рамках Туру WTA 2014. Відбувся на TipsArena Linz у Лінці (Австрія). Тривав з 6 до 12 жовтня 2014.

## Очки і призові

### Нарахування очок
| Дисципліна       | П   | Ф   | ПФ  | ЧФ | 1/8 | 1/16 | Q   | Q3  | Q2  | Q1  |
| Одиночний розряд | 280 | 180 | 110 | 60 | 30  | 1    | 18  | 14  | 10  | 1   |
| Парний розряд    | 280 | 180 | 110 | 60 | 1   | Н/Д  | Н/Д | Н/Д | Н/Д | Н/Д |

### Призові гроші
| Дисципліна       | П       | Ф       | ПФ     | ЧФ     | 1/8    | 1/161  | Q3   | Q2   | Q1   |
| Одиночний розряд | €34,677 | €17,258 | €9,113 | €4,758 | €2,669 | €1,552 | €810 | €589 | €427 |
| Парний розряд *  | €9,919  | €5,161  | €2,770 | €1,468 | €774   | Н/Д    | Н/Д  | Н/Д  | Н/Д  |

1 Кваліфаєри отримують і призові гроші 1/16 фіналу

* на пару

## Учасниці основної сітки в одиночному розряді

### Сіяні
| Країна     | Гравчиня           | Рейтинг1 | Сіяна |
| ---------- | ------------------ | -------- | ----- |
| Канада     | Ежені Бушар        | 7        | 1     |
| Сербія     | Ана Іванович       | 9        | 2     |
| Словаччина | Домініка Цібулкова | 13       | 3     |
| Німеччина  | Андреа Петкович    | 17       | 4     |
| Німеччина  | Сабіне Лісіцкі     | 25       | 5     |
| Чехія      | Барбора Стрицова   | 28       | 6     |
| Чехія      | Кароліна Плішкова  | 29       | 7     |
| Франція    | Каролін Гарсія     | 36       | 8     |

- Рейтинг станом на 29 вересня 2014

### Інші учасниці
Нижче наведено учасниць, які отримали вайлдкард на участь в основній сітці:
- Сабіне Лісіцкі
- Патріція Майр-Ахлайтнер
- Ліза-Марія Мозер

Нижче наведено гравчинь, які пробились в основну сітку через стадію кваліфікації:
- Медісон Бренгл
- Анна-Лена Фрідзам
- Унс Джабір
- Катерина Сінякова

Як щасливий лузер в основну сітку потрапили такі гравчині:
- Кікі Бертенс

### Знялись з турніру
До початку турніру
- Петра Цетковська
- Луціє Шафарова
- Карла Суарес Наварро (травма правого ліктя)
- Олена Весніна

Під час турніру
- Ежені Бушар (травма лівого стегна)
- Ана Іванович (травма стегна)

### Знялись
- Ірина-Камелія Бегу (вірусне захворювання)
- Магдалена Рибарикова (розтягнення лівого стегна)

## Учасниці основної сітки в парному розряді

### Сіяні
| Країна        | Гравчиня           | Країна  | Гравчиня                | Рейтинг1 | Сіяна |
| ------------- | ------------------ | ------- | ----------------------- | -------- | ----- |
| Чехія         | Луціє Градецька    | Чехія   | Барбора Стрицова        | 56       | 1     |
| Нова Зеландія | Марина Еракович    | Іспанія | Анабель Медіна Гаррігес | 66       | 2     |
| Чехія         | Кароліна Плішкова  | Чехія   | Крістина Плішкова       | 94       | 3     |
| Канада        | Габріела Дабровскі | Польща  | Алісія Росольська       | 109      | 4     |

- 1 Рейтинг подано станом на 29 вересня 2014

### Інші учасниці
Нижче наведено пари, які отримали вайлдкард на участь в основній сітці:
- Барбара Гаас /  Патріція Майр-Ахлайтнер
- Сандра Клеменшиц /  Таміра Пашек

## Переможниці

### Одиночний розряд
- Кароліна Плішкова —  Каміла Джорджі,  6–7(4–7), 6–3, 7–6(7–4)

### Парний розряд
- Ралука Олару /  Анна Татішвілі —  Анніка Бек /  Каролін Гарсія, 6–2, 6–1